# Castellón de la Plana
Castellón de la Plana (Castelló de la Plana in valenciano, denominazione ufficiale), è un comune spagnolo di 172 624 abitanti, capoluogo della provincia omonima, situato nella Comunità autonoma Valenciana.
Sede vescovile con Segorbe, è una città moderna che si estende in una fertile pianura a 4 km dal mare, dove ci sono il suo grande porto commerciale e turistico e la stazione balneare di El Grau. Oltre all'attività del porto, del turismo balneare e dell'agricoltura ha avuto nel corso dell'ultima metà del XX secolo un grande sviluppo la produzione industriale di piastrelle di ceramica nella quale occupa, assieme al distretto italiano di Sassuolo, nel Modenese, uno dei primi posti nel mondo.

## Geografia fisica
Il centro abitato di Castellón de la Plana, è attraversato dal Meridiano di Greenwich.

## Storia
Il suo nome proviene dal castello arabo di Fadrel sito presso il Desierto de las Palmas.
Ai piedi della Sierra del Desierto de las Palmas che si protende sulla pianura verso il mare c'è la collina della Magdalena alla cui sommità a 8 km da Castellón ci sono resti di mura e torrioni che testimoniano l'esistenza di un centro abitato con un castello. Risulta che l'8 settembre 1251 a Lleida (Lérida) il re Giacomo I d'Aragona concesse agli abitanti di trasferirsi al piano e ciò, secondo la tradizione, avvenne la terza domenica di Quaresima nel 1252. Per ricordare questo evento ogni anno a partire da qualche giorno prima della terza domenica di Quaresima si svolgono le Feste della Magdalena il cui momento centrale è alla domenica con la Romeria de les canyes il pellegrinaggio alla bianca Ermita de Santa Maria Magdalena, posta sul colle da cui partirono i fondatori della città nel 1252.
Il 16 marzo 1260 Giacomo I (Jaume I) autorizzò la costruzione di una strada fra il nuovo borgo e il mare nel posto dove sono state trovate tracce di un insediamento preromani e dove iniziarono i primi traffici marittimi premessa delle attuali attività del porto.
Il 7 febbraio 1284 Pietro III il Grande, figlio di Giacomo I concesse il diploma di città con il diritto di autogovernarsi con propri organi municipali. Castellón si dotò di mura delle quali si può ricostruire solo il tracciato perché alla fine del XVIII secolo furono completamente abbattute per consentire alla città di espandersi secondo criteri urbanistici moderni che hanno determinato la nascita e la crescita dell'attuale città, luminosa, aperta, ampia e del tutto piana immersa nella Huerta di aranceti.

## Monumenti e luoghi d'interesse

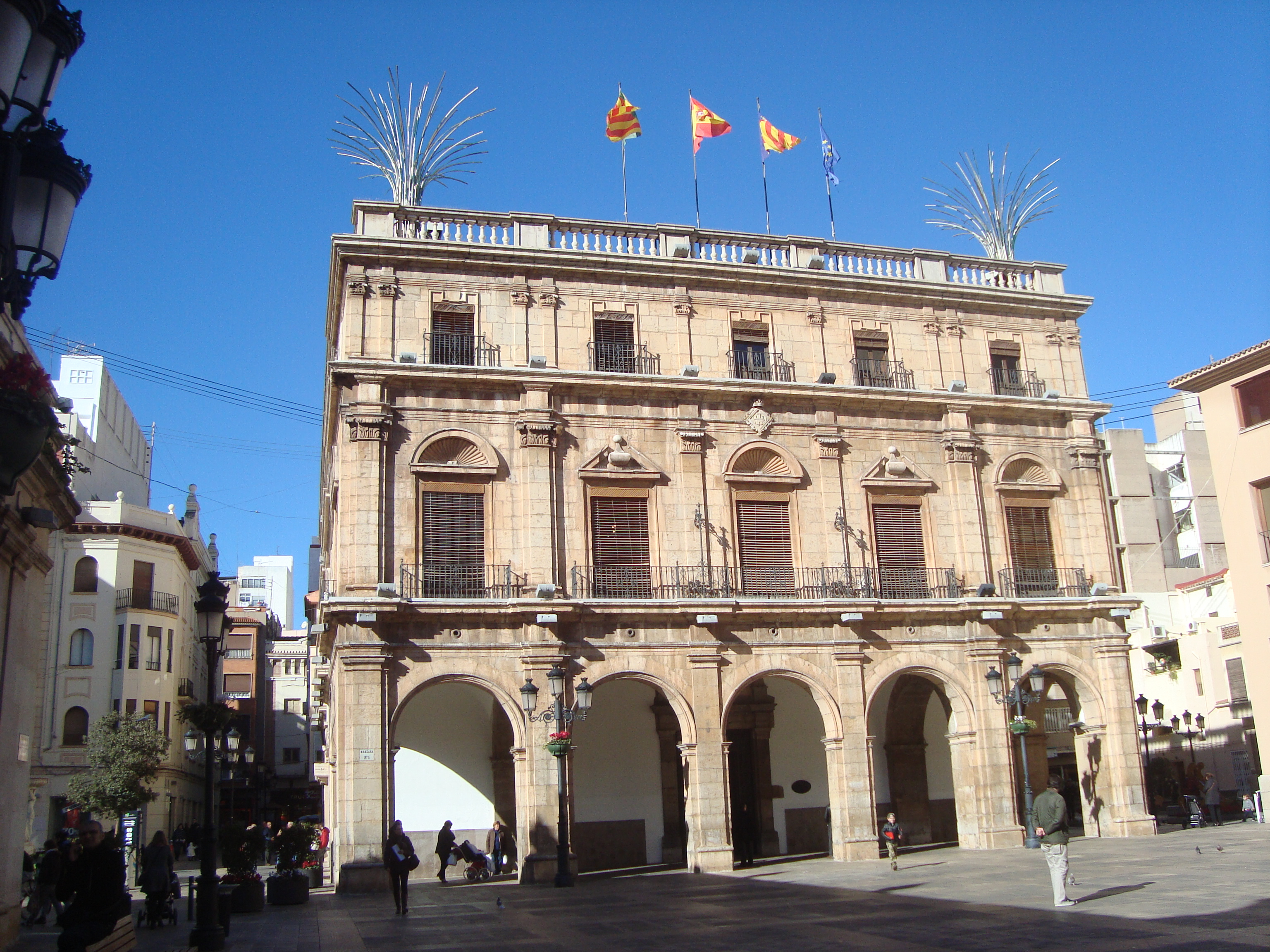
Municipio di Castellón de la Plana

- Basilica de Santa Maria del Lledó, del 1375, modificata nel 1572, fu nel XVI secolo lazzaretto per gli ammalati di una epidemia di peste e nel 1659 venne completamente rifatta. È un santuario meta di pellegrinaggi (romerias) situata in una zona di allargamento della città. A questa chiesa sono legate le feste della prima domenica di maggio in cui si tengono concerti, "serenate" alla Virgen de Lledò e la Cabalcada costumbrista, corteo di persone a piedi, a cavallo o in carrozza i cui partecipanti indossano abiti e costumi locali.
- Catedral de Santa Maria, del XIII secolo, devastata durante la guerra civile, demolita e poi ricostruita nel dopoguerra in forme gotiche.
- Torre campanaria, del 1591-1604, detta El Fadrí, emblema della città.
- Ermita del Salvador, conosciuta popolarmente come "Las Casetas" del 1782 tardo-gotica.
- Ermita de San Jaime de Pradell, del 1173 più volte rimaneggiata, ospita dal 1985 in una dipendenza il Museo Municipal de Etnologia.
- Ermita de San Nicolás de Bari, del 1535 costruita su una precedente moschea.

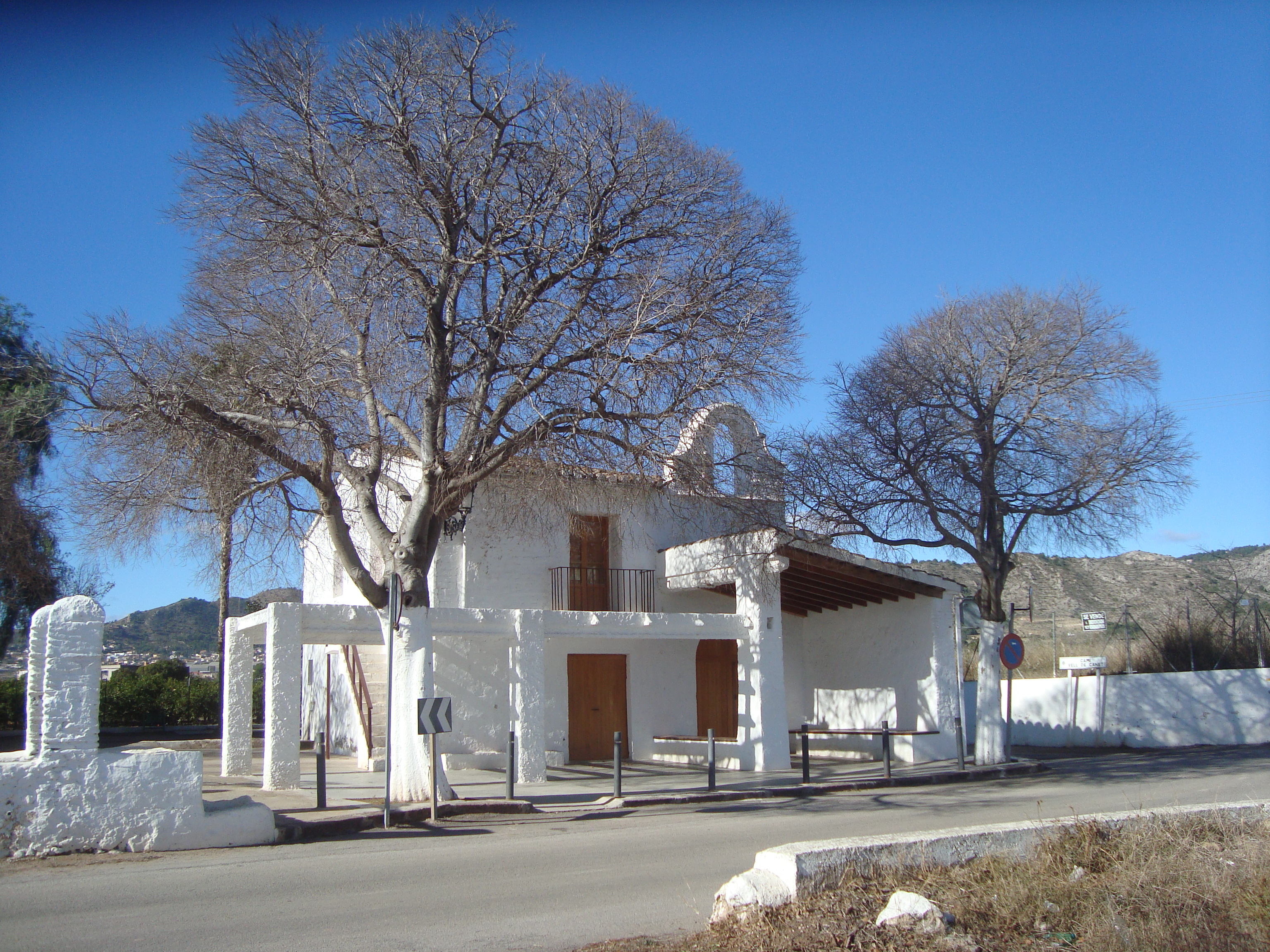
Ermita de Sant Roc de Canet

- Ermita de Sant Francesc de la Font, del 1783, poi abbandonata e restaurata nel 1982.
- Ermita de San Joanet del Riosec, del 1914, distrutta durante la guerra civile e ricostruita nel dopoguerra.

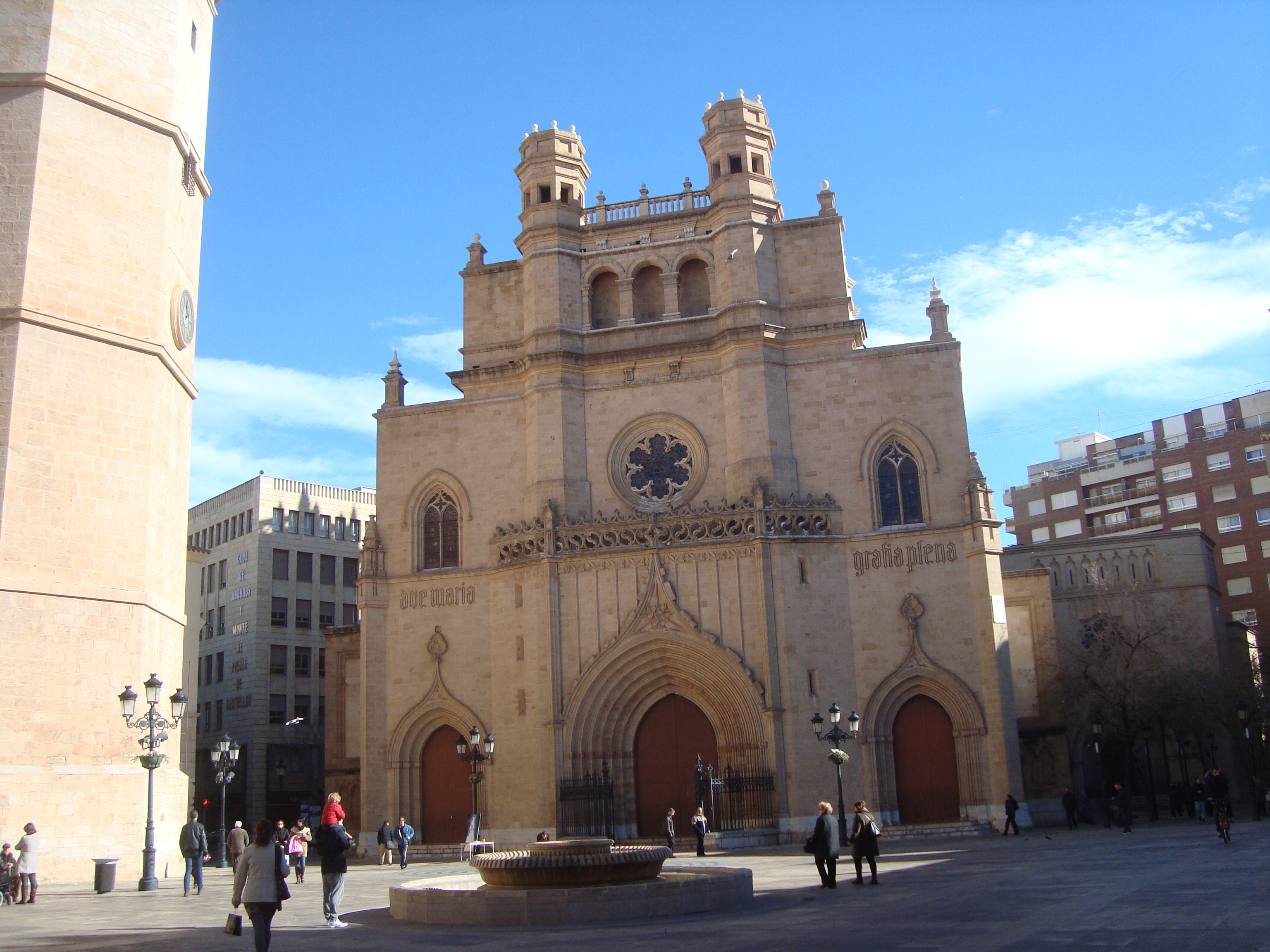
Concattedrale di Santa María, Castellón de la Plana

- Chiesa del Carmen, del 1948, restaurata nel 2004.
- Ermita de Sant Roc del Pla, del 1646-48 fu anche ospedale per gli ammalati di peste di cui san Rocco è protettore.

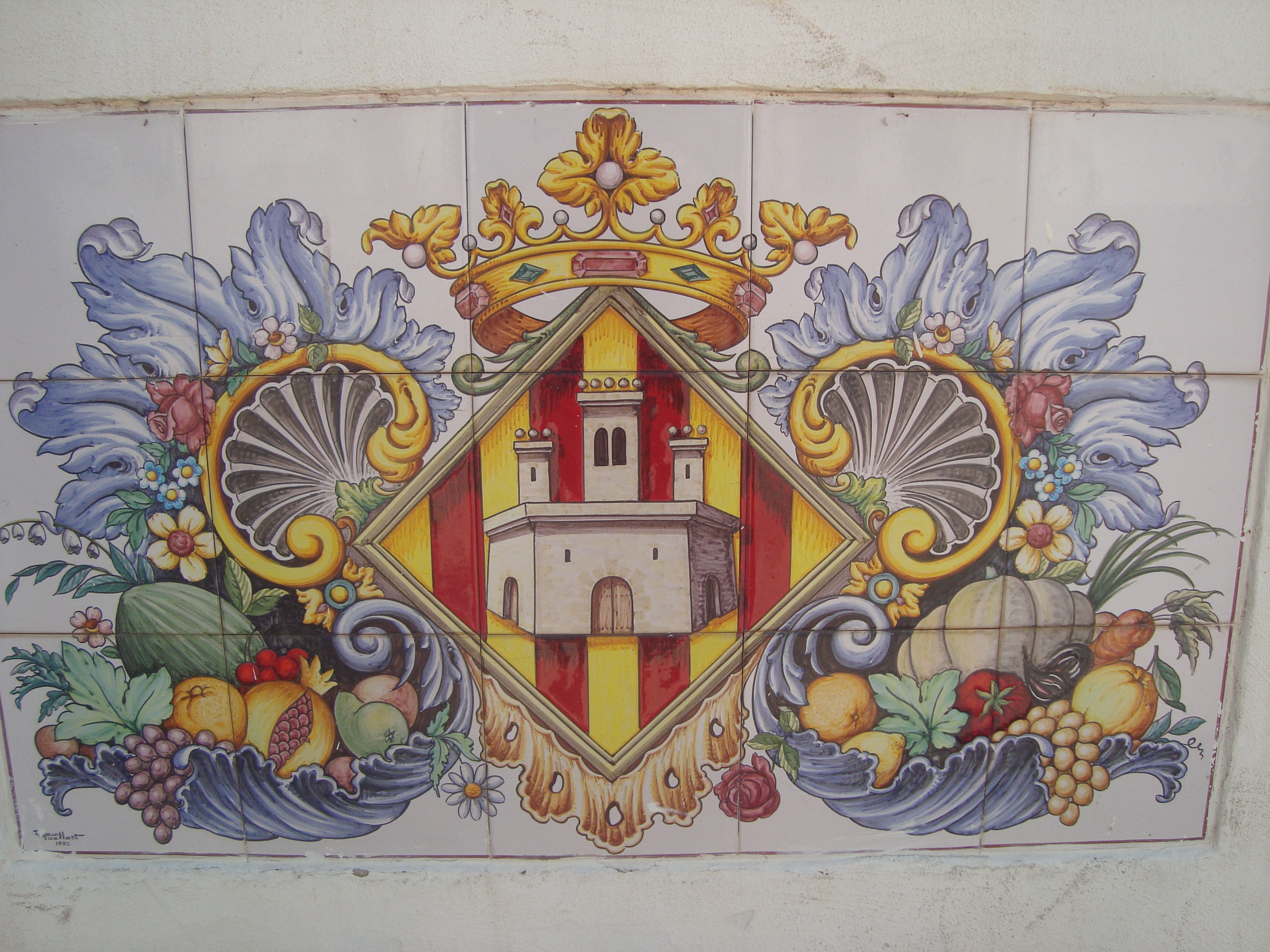
Stemma di Castellón de la Plana, murale in ceramica

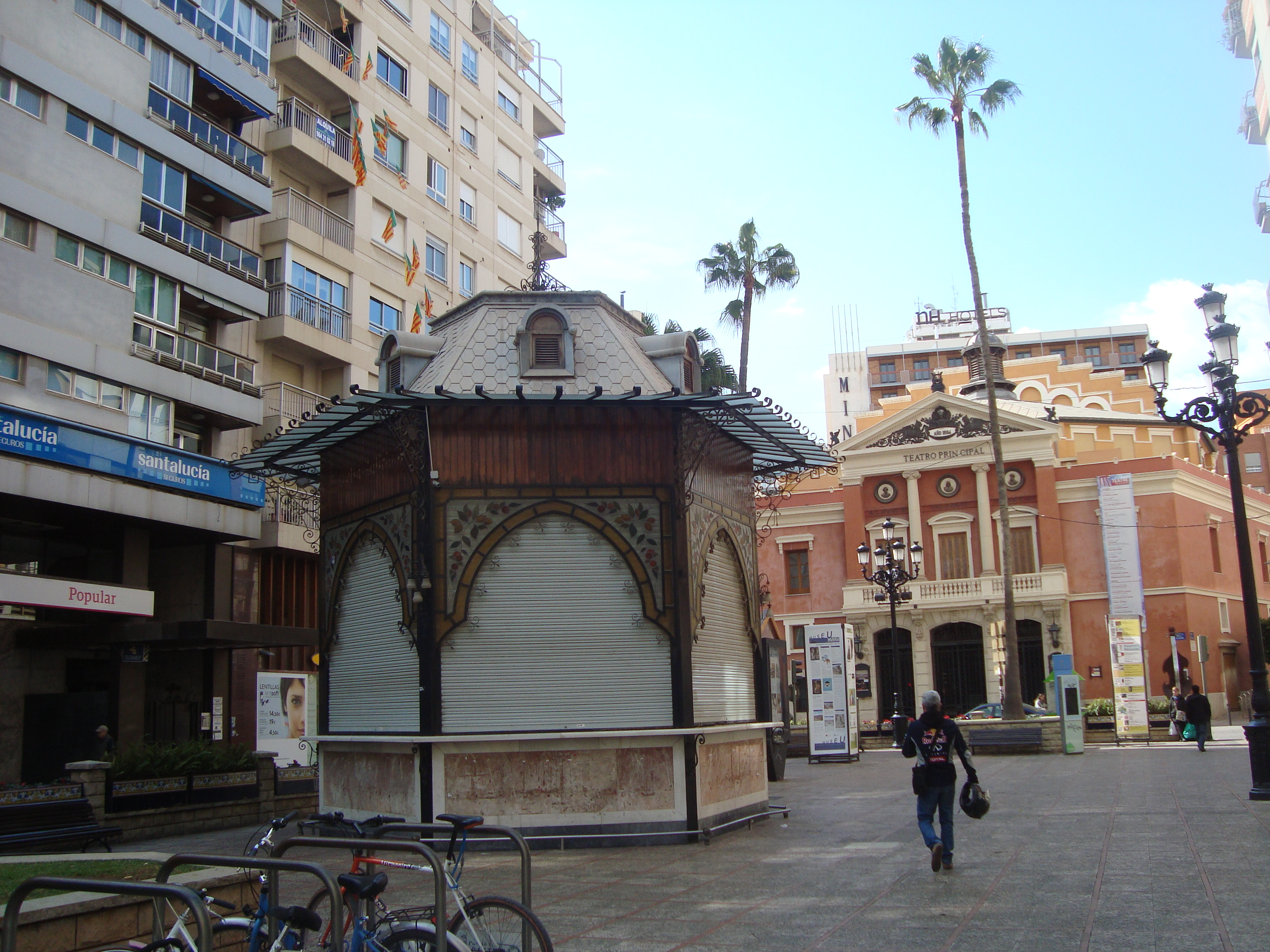
Piazza della Pace (Castellón de la Plana)

- Chiesa di Sant Roc de Canet, del 1652.

### Architetture civili

#### El Fadrí
La sua costruzione fu decisa nel 1432, il lavoro però iniziò attorno al 1440. Nel 1457 il maestro Caera intervenne costruendo il corpo principale. Dopo una lunga pausa e molte differenti proposte, nel 1593 Francisco Galiança de la Lancha, Guillem del Rey, Pedro Crosali, Marc Volsanys, Antonio e Joan Saura iniziarono i nuovi interventi e finirono la torre, seguendo i piani del portoghese Damián Méndez. Stiamo parlando di una torre campanaria a base ottagonale con un'altezza di circa 60 m, divisa in quattro corpi. La torre finisce con una guglia datata 1735, una replica dell'originale distrutta nel 1656.

#### Palacio Municipal
Il palazzo municipale venne iniziato nel 1687 seguendo i progetti del maestro Gil Torralba. Dopo due anni il lavoro venne continuato dai maestri Melchor Serrano, Alcázar, Claret e José Serrano. Venne inaugurato nel 1716. Si tratta di un edificio a base rettangolare diviso in tre differenti fasce da cornici.

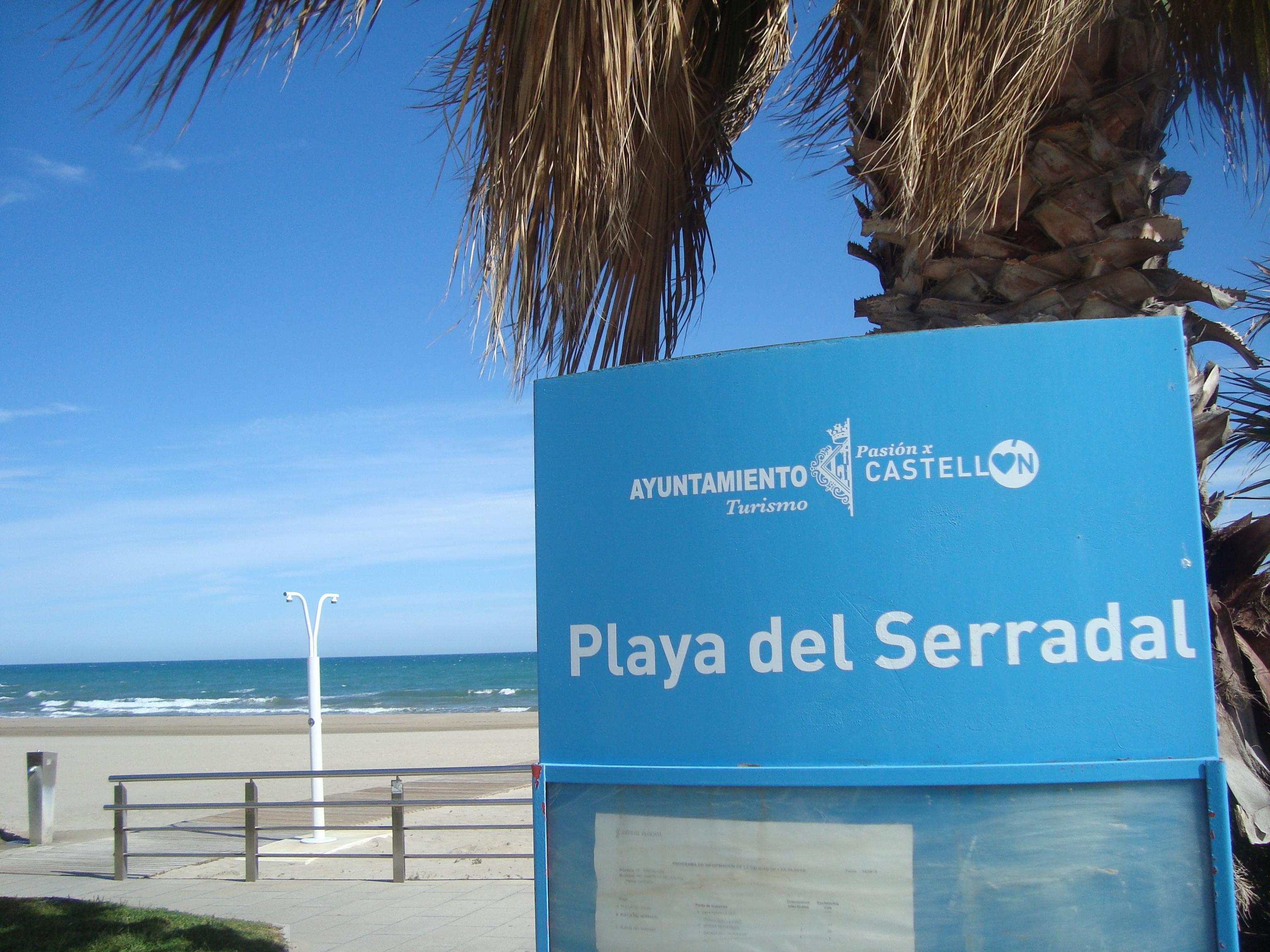
Spiaggia del Serradal (Castellón de la Plana)

### Dintorni
Negli immediati dintorni nel territorio comunale si hanno diverse "ermite" bianche che spiccano nel verde degli aranceti della Huerta.
Sulla Sierra del Desierto de las Palmas all'altezza di 500 metri di altitudine c'è un antico eremo carmelitano parte di un convento del XVII secolo. Da questo punto si gode un mirabile panorama dichiarato paraje natural.

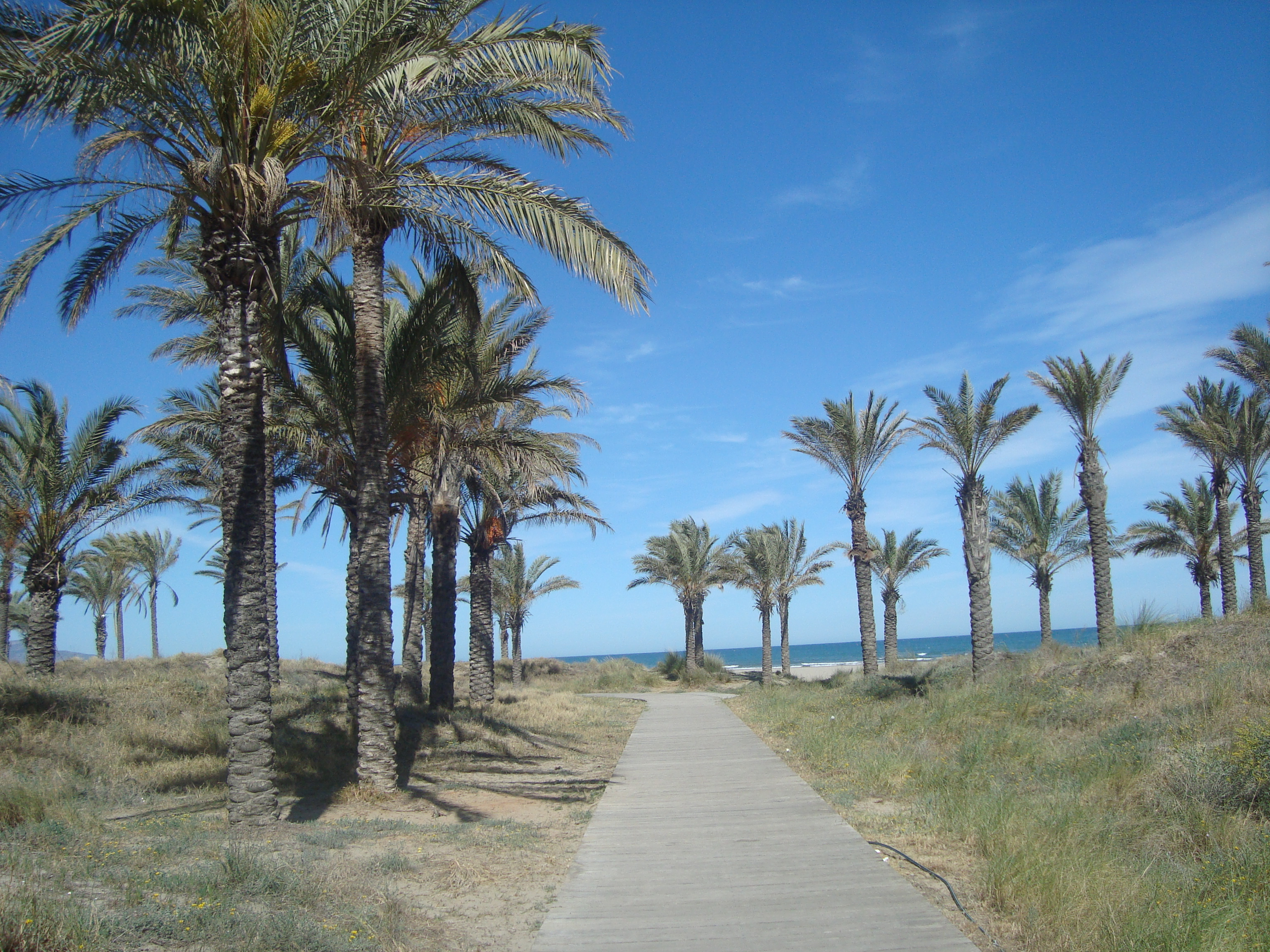
Spiaggia del Palmeral (Castellón de la Plana)

Sul mare nella Costa de Azahar del Golfo di Valencia ci sono diverse stazioni balneari come Benicasim fra giardini tropicali, Oropesa del Mar con le rovine di un castello e Burriana di origine araba (Medina-al-Hadra) col singolare "Museo de las naranjas" dedicato alla storia dell'economia citricola valenciana e, in generale, spagnola. Non lontana dal mare ma all'interno si trova Onda famoso centro di produzione ceramica ai piedi del grande castello detto "delle trecento torri". A 2,5 km ad ovest in un convento carmelitano del 1436 c'è il "Museo de Ciencias Naturales" aperto nel 1958 ed uno dei più importanti musei di scienze naturali di Spagna dotato di un osservatorio astronomico e con una sezione numismatica ed archeologica. Non lontano con le sue rovine del castello sul colle, famoso per l'assedio cui fu sottoposto da Annibale nell'antichità è Sagunto cui è dedicata un'apposita voce.
Aggrappata a una penisola che si protende nel mare è la pittoresca Peniscola. Già abitata dagli Iberi, dai Fenici e dai Cartaginesi divenne dominio romano e fu poi occupata dagli Arabi, che furono cacciati nel 1234 da Giacomo I d'Aragona. Fu poi dei Templari e nel 1319 dei Cavalieri di Montesa. Qui trovò rifugio fino alla morte nel 1424 l'ultimo antipapa avignonese Pedro Martinez de Luna: era stato eletto nel 1394 e deposto nel 1409 dal Concilio di Costanza. È dotata di un castello che assunse il poderoso aspetto attuale durante il regno di Filippo II nel XVI secolo.
Nel bel centro antico con strade strette fra case bianche con balconi ornati di azulejos e vista sul mare, ci sono la chiesa barocca della Virgen de la Eremitana con cupole ad azulejos e il Palazzo di Benedetto XIII del Duecento dove trovò rifugio e morì l'antipapa Pedro de Luna.

## Cultura

### Istruzione

#### Musei
- L'Espacio de Arte Contemporáneo (padiglione di arte contemporanea) ha collezionato fin dalla sua inaugurazione nel 1999 molte opere d'arte moderna.
- Museo Castillo del Macho.
- Museo de bellas artes è stato inaugurato nel 2001. Al suo interno è possibile godersi le collezioni artistiche di personaggi come Juan de Juanes, o lo studio di Zurbarán e Francisco Ribalta, e vari artisti di Castellón.

- Museo de historia militar.
- Museo della ceramica.

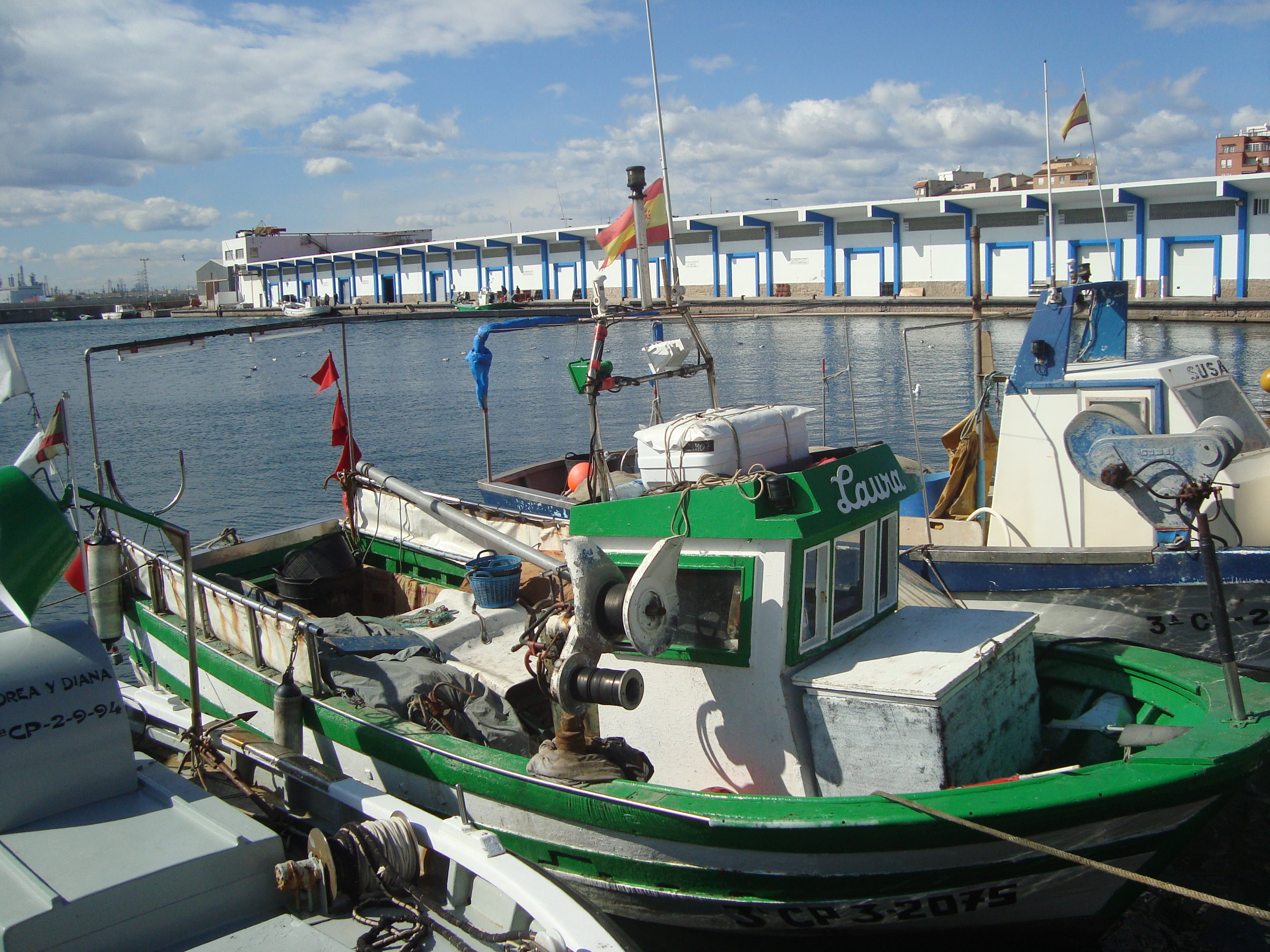
Porto peschereccio del Grao de Castellón

- Estadio municipal di calcio Nou Castalia.
- Grau de Castellón. Il porto.
- Il Museo etnologico, da quando è stato spostato in calle Caballeros, offre un esempio della cultura tipica della città, del suo sviluppo urbano e la sua vita tradizionale.

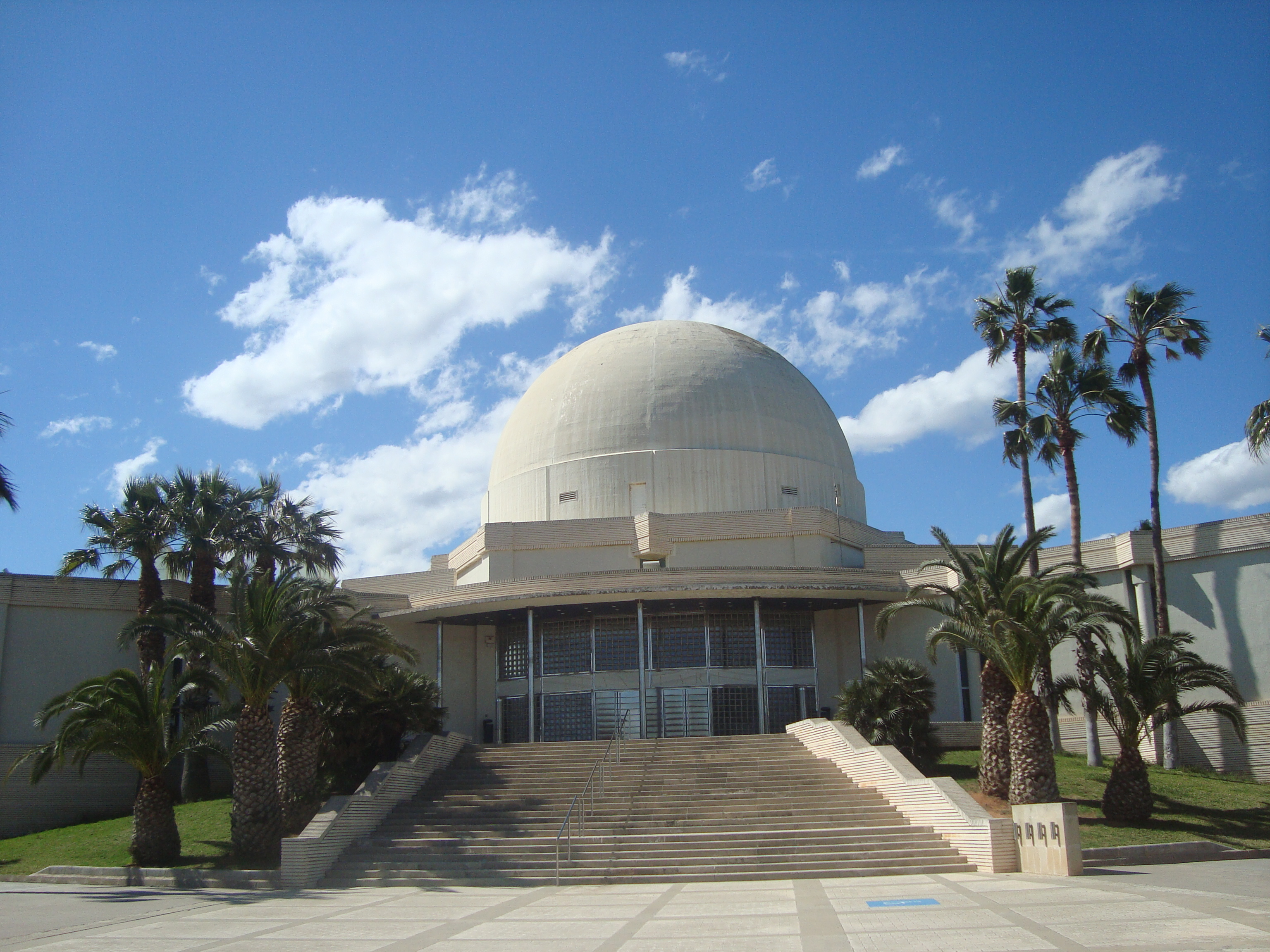
Planetario de Castellón

- Il planetario, inaugurato nel 1991 nel Paseo Marítimo della spiaggia di El Grao. I visitatori potranno godersi una sessione astronomica grazie a un proiettore Carl Zeiss. Inoltre sono presenti sale per esposizione sia permanenti che temporanee e gli appassionati potranno trovare un calendario di attività relative all'osservazione astronomica, dibattiti e conferenze.

#### Università
La città è sede dell'Università Jaime I, fondata nel 1991. Inoltre, ospita dal 2010 un campus della privata Università di Cardenal Herrera.

## Infrastrutture e trasporti

### Strade
La principale via d'accesso alla città sono le autostrade Ap-7 e CV-10. La superstrada CS-22 unisce la frazione portuale di El Grao de Castellón alla rete stradale e autostradale locale.
Castellón de la Plana è attraversata in senso sud-nord dalla N-340, la strada statale più lunga di tutta la Spagna che unisce Cadice a Barcellona.

### Ferrovie
La città servita da una propria stazione ferroviaria] posta lungo la linea Valencia-Tarragona.

### Porti
Situato nella frazione di El Grao, a 4 km ad est del centro, è un importante porto commerciale e peschereccio.

## Amministrazione

### Gemellaggi
- Châtellerault
- Copiapó